# Lîpne, Volodîmîreț
Lîpne (în ucraineană Липне) este un sat în comuna Krasnosillea din raionul Volodîmîreț, regiunea Rivne, Ucraina.

## Demografie
Componența lingvistică a localității Lîpne
     Ucraineană (98,68%)
     Rusă (1,32%)
Conform recensământului din 2001, majoritatea populației localității Lîpne era vorbitoare de ucraineană (98,68%), existând în minoritate și vorbitori de rusă (1,32%).